# Louise Hoffsten
Anna Viktoria Louise Hoffsten (Linköping, 6 settembre 1965) è una cantante svedese.

## Biografia
Genom eld och vatten (1987), primo album in studio, ha raggiunto la 41ª posizione della Sverigetopplistan. Stygg, uscito l'anno seguente, ha conquistato il 22º posto in classifica.
Yeah, Yeah (1989) e Message of Love (1991) sono entrambi arrivati nella top 40 svedese. Rhythm & Blonde (1993), disco di platino e premiato con un Grammis, si è posizionato 2º nella graduatoria nazionale, mentre 6 (1995), certificato oro, si è collocato alla 4ª posizione.
Beautiful, but Why? (1999) ha fatto il debutto al 28º posto nella graduatoria svedese. Sei anni più tardi viene reso disponibile From Linköping to Memphis, ulteriore ingresso nella top five nazionale. Så speciell (2007) e På andra sidan Vättern (2009) si sono fermati rispettivamente all'11º e 16º posto.
Nel corso degli anni dieci vengono presentati i dischi Looking for Mr. God (3º posto; 2012), Bringing Out the Elvis (4º; 2014), L (17º, 2015) e Röster ur mörkret (2017).

## Discografia

### Album in studio
- 1987 – Genom eld och vatten
- 1988 – Stygg
- 1989 – Yeah, Yeah
- 1991 – Message of Love
- 1993 – Rhythm & Blonde
- 1995 – 6
- 1996 – Kära du (con Lasse Englund e gli E.S.T.)
- 1998 – Blues
- 1999 – Beautiful, but Why?
- 2005 – From Linköping to Memphis
- 2007 – Så speciell
- 2009 – På andra sidan Vättern
- 2012 – Looking for Mr. God
- 2014 – Bringing Out the Elvis
- 2015 – L
- 2017 – Röster ur mörkret
- 2022 – Crossing the Border

### Album dal vivo
- 2003 – Louise Hoffsten live med Folkoperans orkester

### Album di remix
- 2004 – Knäckebröd Blues

### EP
- 2020 – Försöker hålla om

### Raccolte
- 2002 – Collection 1991-2002
- 2003 – Hits
- 2008 – Original Album Classics
- 2009 – 3 Original Album Classics

### Singoli
- 1987 – Genom vatten, genom eld
- 1987 – Ge upp, lägg av
- 1988 – Vin av frihet
- 1988 – Längtans röst
- 1989 – Hon gör allt för dig
- 1989 – Opium för dig
- 1990 – Yeah, Yeah
- 1991 – Slowburn
- 1991 – Message of Love
- 1991 – Warm and Tender Love
- 1993 – Hit Me with Your Lovething
- 1993 – For Your Love
- 1993 – Padded bra
- 1993 – All About Numbers
- 1993 – When the Blue Is Gone
- 1993 – Let the Best Man Win
- 1995 – Dance on Your Grave
- 1995 – Nice Doin' Business
- 1995 – Explain It to My Heart
- 1995 – Healing Rain
- 1999 – Nowhere in This World
- 2000 – Try a LIttle Harder
- 2000 – Fire Is a Good Thing
- 2002 – Sockerkompis
- 2011 – I'll Get By
- 2013 – Only the Dead Fish Follow the Stream
- 2013 – Vem får nu se alla tårar
- 2016 – Livet
- 2018 – Lovesick
- 2019 – You Sing to Know
- 2019 – Tease Me
- 2020 – En vacker värld
- 2020 – Alltid du
- 2020 – Från himmelen fallen (con Albin Lee Meldau)
- 2021 – I Know a Place Called Memphis
- 2021 – I Need You God Damn
- 2021 – Don't Wanna Lose You
- 2024 – En gypsyman från Hisingen